# Zborów (powiat kaliski)
Zborów – wieś w Polsce położona w województwie wielkopolskim, w powiecie kaliskim, w gminie Żelazków.
Pod koniec XIX wieku Zborów według Słownika Geograficznego był siedzibą gminy. Do 1954 roku istniała gmina Zborów. W latach 1975–1998 miejscowość należała administracyjnie do województwa kaliskiego.